# Eduardo Guerrero (bailarín)
Eduardo Guerrero González (Cádiz, 1983) es un bailaor, coreógrafo y creador de nacionalidad española. Su trayectoria destaca por la incorporación de elementos del flamenco tradicional y contemporáneo, con presentaciones en diversos escenarios en España y a nivel internacional.

## Formación
Inició su formación en danza a los seis años con Carmen Guerrero en Cádiz. Continuó sus estudios en el Conservatorio Profesional de Danza de Cádiz, especializándose en Danza Española. Posteriormente, amplió su formación en danza clásica con Montserrat Marín y en danza contemporánea con David Greenall.

## Trayectoria
En los primeros años de su carrera profesional, trabajó con compañías y artistas como Aída Gómez, Eva Yerbabuena, Rocío Molina, Javier Latorre, Rafael Aguilar y el Ballet Nacional de España. 
En 2011, comenzó su trayectoria en solitario con la coreografía Mayo, que obtuvo el Primer Premio en el Concurso Coreográfico de Conservatorios Profesionales de Danza de Andalucía. Desde entonces ha presentado diversos espectáculos como coreógrafo e intérprete.

## Creaciones
Entre las obras creadas por Eduardo Guerrero se incluyen:
- 'De Dolores' (2012): Estrenada en el Festival de Jerez, explora las tradiciones flamencas desde una perspectiva personal.
- 'Callejón de los pecados' (2014): Presentada en la Bienal de Flamenco de Sevilla, aborda temas relacionados con la pasión y la transgresión.
- 'Guerrero' (2017): Una obra de carácter autobiográfico que examina su identidad artística, con presentaciones en escenarios como el Teatro Mayor de Bogotá.
- 'Faro' (2017): Diseñada para ser representada en faros de España, incorpora el simbolismo de estas construcciones al lenguaje flamenco.
- 'Sombra efímera' (2018):[2] Estrenada en la Bienal de Flamenco de Sevilla, emplea la interacción entre luz y sombra como elemento escénico central.
- 'Etéreo' (2020): Presentada en Cádiz, aborda temas relacionados con lo intangible y las emociones a través del movimiento.
- 'Debajo de los Pies' (2022):[3][4] Estrenada en el Festival de Jerez, es una obra introspectiva que refleja su evolución artística y personal.

## Estilo artístico
El trabajo de Edu Guerrero combina elementos del flamenco tradicional con propuestas contemporáneas. Sus creaciones integran aspectos visuales y narrativos que exploran nuevas posibilidades dentro del género, manteniendo su conexión con la tradición. 

## Premios y reconocimientos
Eduardo Guerrero ha recibido diversos galardones a lo largo de su carrera, entre los que destacan:
- Primer Premio Nacional por Baile de Alegrías, otorgado por la Peña Flamenca La Perla de Cádiz.
- Primer Premio en el Concurso Coreográfico de Conservatorios Profesionales de Andalucía (2011).
- Premio Lorca al Intérprete Masculino de Danza Flamenca (2022).[5]
- Gaditano del Año (2021), en reconocimiento a su contribución al arte y la cultura de su ciudad natal.
- Zapatilla de Plata (2023),[6] concedido por la Asociación Indanza.
- Premio Cultura de la Comunidad de Madrid en la categoría de Danza (2024).[7]